# Happy (canção de Marina and The Diamonds)
"Happy" é uma canção da cantora e compositora galesa Marina and the Diamonds, que foi lançada como o primeiro single promocional de seu terceiro álbum de estúdio, Froot, em 12 de dezembro de 2014. O single representa a segunda fruta do mês, do projeto que Diamandis fez, que é um limão.
A música é uma balada melancólica. Ainda caracterizado por um estouro elegante e suntuoso, mas simples, típico do estilo da cantora. As letras falam de felicidade que invadiu a cantora, anteriormente devastada pela depressão: Marina finalmente redescobriu a alegria de viver, abandonando tristeza, que se dissolveu no ar. "A felicidade, que você pode construir com a companhia de alguém", segue a cantora, assim como a terra encontra o mar. "Happy" foi escrito por Marina, que também colaborou na produção junto com David Kosten. O áudio foi carregado na Internet, em 12 de dezembro, embora fosse vazado um dia antes do lançamento, uma vez que Nova Zelândia e Austrália foram capazes de fazer o download da música já a partir de 11 de dezembro.
"Happy" teve, nas primeiras horas após o lançamento, excelentes posições no ranking digital, em especial na Europa Oriental, Escandinávia, e nas Américas. Conseguiu alcançar a #1 na Roménia, Finlândia, Brasil, Argentina e outros países; Nos Estados Unidos, teve para a posição #6, o maior já alcançado por Marina desde Primadonna, enquanto luta para entrar no top 10 do Reino Unido. Na Itália, estreou em #88 na iTunes Store.

## Desempenho nas tabelas musicais

### Posições
| Tabela musical (2014)                      | Melhor posição |
| ------------------------------------------ | -------------- |
| Finlândia (IFPI Finlândia)                 | 26             |
| Irlanda (Irish Recorded Music Association) | 68             |
| Roménia                                    | 45             |
| Reino Unido                                | 74             |
| Suécia                                     | 37             |
| Dinamarca                                  | 91             |
| European Singles Hot 200                   | 136            |
| European Digital Top 200                   | 86             |

## Antecedentes e produção
Em março de 2014, ela postou a letra "Tenho guardado todos os meus verões para você". Ela enviou um trecho de sua então inédita faixa "Froot" através de sua conta Instagram, em setembro de 2014,  e lançou suas letras através do mesmo perfil no mês seguinte.  Em 10 de outubro,  que coincide com seu vigésimo nono aniversário, a música em si estreou como o primeiro single do recém-intitulado álbum de estúdio Froot (2015).  Diamandis anunciou "Happy" como seu segundo single para o álbum, com a previsão de que a canção fosse lançada em 12 de dezembro.

## Composição
"Happy" tem uma duração de quatro minutos e três segundos, que, musicalmente, traz uma canção de balada melancólica, com estilos ainda de pop.
Em letras, canta sobre como ela temporariamente "desesperadamente só" estava em suas vidas - e ainda assim nunca abandonou a crença de que alguém acorda por causa dela: "Eu acredito na possibilidade, eu acredito que alguém está olhando por mim", disse Marina, que inclui no seguinte: "E, finalmente, eu encontrei uma maneira de ser feliz".

## Vídeo musical
Diamandis liberou o áudio com um vídeo de "Happy" através de seu canal no YouTube em 11 de dezembro de 2014. Os recursos de vídeo são o mesmos de áudio-vídeo de "Froot", tem representações de corpos celestes e de frutas que giram lentamente através de um fundo celestial. O vídeo foi animado pelo artista Bill Richards.
Em 16 de dezembro de 2014, Marina lançou um vídeo acústico no YouTube para o site Buzzfeed Music, como forma de promover a música.

## Recepção da crítica
Bradley Stern, do site Idolator, deu um comentário positivo, dizendo que a música, "com quase nenhuma produção, parece sinalizar mais de um retorno aos dias cantora-compositora do tempo passado (The Family Jewels) ao invés de as poderosas pulsações da Electra Heart. Marina soa verdadeiramente em seu elemento apoiado por apenas uma melodia simples", e acrescentou dizendo que a música é "sim, mesmo feliz".

## Histórico de lançamento
| País  | Data de lançamento     | Formato                                   |
| ----- | ---------------------- | ----------------------------------------- |
| Mundo | 11 de dezembro de 2014 | Download digital (via pré-venda do álbum) |